# 张孟谈
张孟谈（？—？），《國語》中作張談，姬姓，張氏。中国战国时期晉國赵襄子的家臣，曾經在晋阳之战策動了韩氏、魏氏，合滅了智氏。《史記》中由於司馬遷避諱父親司馬談，以张孟同稱呼。

## 簡介

### 晉陽之戰及三家滅智
智伯瑶（又作知伯瑤）當上晉國正卿後，先後成功向韓康子和魏桓子索取了萬戶之邑，唯獨向趙氏索求藺、狼皋兩邑时，被趙襄子拒绝。周貞定王十四年（晉出公二十年、前455年），智伯瑤聯合韓、魏兩家攻打趙氏。趙襄子自知不敵，張孟談先建議趙襄子以國寶或土地向三家求和，趙襄子不肯。於是建议赵襄子退守晋阳以待智氏。到了晉陽，張孟談提醒趙襄子利用董安于在營建晉陽時所積下的造箭和冶銅材料以備戰，使趙氏得以守備晉陽。
同年晋阳之战爆發，三家聯軍圍困晉陽一年有餘，至周貞定王十六年（晉出公二十二年）（前453年），智伯引晉水（汾水）淹灌晉陽城，水面距離城頭只有三版（六尺），城中缺乏糧食，百姓把屋子架高來住，把锅子吊掛起來煮饭，甚至互相交換小孩殺來吃，士大夫們飢病交加而開始生出二心。趙襄子眼見晉陽無法再守，打算向智伯投降，但被張孟談勸阻說：「我聽人說過，假如國家面臨滅亡時不能保存，遇到危難時無法安定，那就根本不用厚待有智謀的人了。請君上您放棄這個打算，不要再提。」最終赵襄子答應由张孟谈去劝说韩、魏兩家主君倒戈。張孟談暗中拜見兩家主君，說：「我聽說唇亡則齒寒，智伯率領你們兩國來攻擊趙氏，趙氏快要滅亡了，但趙亡之後，就輪到你們兩位要被智伯攻伐了。」韓康子和魏桓子本來就對平日驕橫粗暴的智伯十分不滿，但恐怕洩漏風聲惹來智伯報復，張孟談說：「大家的謀劃出自兩位君上的口，進入臣的耳中，不會有別人知道的。」兩家於是決定與趙氏秘密約定日子共同起兵攻打智氏。
后来张孟谈晉见智伯後步出營帳遇見智氏族人智果，被智果識破张孟谈联合韩、魏，智果劝智伯瑶小心，智伯瑶不以为意。张孟谈回到晋阳稟奏赵襄子，说智果已经怀疑，需要马上行动，于是当夜赵氏决堤反灌智伯营地，從城中殺出正面攻擊智氏軍隊，韩、魏兩軍從側翼夹击，大敗智伯軍。赵襄子击杀了智伯瑶，三家族滅智氏，共分其地，是为三家灭智，為後來三家分晉奠下基礎。

### 「前事不忘，後事之師」與固守趙宗
趙氏在灭掉智伯瑶后轉危為安，张孟谈向趙襄子請辭，希望襄子能效法趙簡子發揚五霸的精粹維持權力，不讓身為功臣的自己不受君主制約。趙襄子挽留張孟談，欲效法古代聖賢，講究忠信厚待功臣以服眾，藉此安定國家。張孟談勸阻說：「君上所說的是成就功臣的美好一面，而臣所說的是管治國家的方法。臣觀察真正成功的事業，又聽過古代的傳說，發覺天下讚美事情的說法都是一樣的，但臣下與主上權力均等而能成就美好結局的，卻從未有過。謹記過去的事情不遺忘，才能成為將來行事的借鑑。君上若不考慮這方面的問題，那麼臣也無能為力了。」趙襄子最後答應了張孟談的請求，張孟談見趙襄子開始樹立權威後，安心放棄權位到山上耕种。三年之後，韩、魏因為當初分智氏土地不均，欲聯合齐国、燕国谋攻赵氏，趙襄子禮待张孟谈回到國都授予吏大夫之職以作應對。張孟談让妻子去楚国，长子去韩国，次子去魏国，少子去齐国，四国開始互相猜疑，致使攻趙的圖谋失败。